# بابا لره
بابا لُره لرستانی یک از ذات‌های مقدس یارسان در دورۀ بهلول در تاریخ دین یارسان است. بابا لره در دورۀ بهلول،‌ مظهر پیر بنیامین بوده‌است.

## دربارۀ بابا لره
صدیق صفی‌زاده (بوره‌که‌ئی) در تصحیح خود از «دوره بهلول» که درواقع بخشی از کتاب مقدس یارسان به نام سرانجام است، بابا لره را یکی از یاران بهلول ماهی دانسته که در مسافرت‌های بهلول وی را همراهی می‌کرده‌است. بهلول ماهی یکی از بزرگان یارسان بوده که که در سده دوم هجری زندگی می‌کرده و دربارۀ محل تولد او اطلاعی در دست نیست. صفی‌زاده مدعی شده که در کلام «دوره بهلول» بابا لره لرستانی را مظهر «سروش» معرفی می‌کند،‌ اما در دفتر یارسان چنین چیزی بیان نشده‌است. اما بابا نجوم خود را تناسخ «زروان» می‌داند. صفی‌زاده همچنین مدعی شده که بابا رجب در مجالس جم مسئول تنبورنوازی بوده‌است.

## اسامی ذات‌ها در دورۀ بهلول
اسامی ذات‌های مقدس در دورۀ بهلول عبارت‌اند از: بابا لره، بابا رجب، بابا نجوم و بابا حاتم.
| شماره | نام در دورۀ بهلول | مظهر     |
| ----- | ----------------- | -------- |
| ۰۱    | بهلول ماهی        | خاوندگار |
| ۰۲    | بابا لره          | بنیامین  |
| ۰۳    | بابا رجب          | داود     |
| ۰۴    | بابا نجوم         | پیرموسی  |
| ۰۵    | بابا حاتم         | مصطفی    |

## زبان اشعار
اشعار بابا لره،‌ بهلول ماهی و بقیۀ بزرگان یارسان به زبان گورانی(هورامی) به جا مانده‌است که از اولین نمونه‌های اشعار سروده شده در گویش‌های نو ایرانیست.

## نمونۀ اشعار
از بابا لره تنها یک شعر دوبیتی به جا مانده‌است که در همان «دورۀ بهلول» در کنار کلام دیگر بزرگان یارسان قرار دارد. این شعر به زبان کردی گورانی (هورامی) است.
| ساقی ناکامێم، ساقی ناکامێم |  | جامێ بده‌ر پێم، ساقی ناکامیم |
| جه‌و مه‌ی کۆنه بڕێز نه جامم  |  | هانا سا به‌ڵکه ساڕێش بۆ زامم |

از اشعار بابا لره لرستانی چند بیت دیگر نیز باقی مانده:  
رمز دیوانه رمز دیوانه حاتم نانی رمز دیوانه 
دانای عامنان  و بی بهانه 
یاران فراقت نه ویلی رانه 
یعنی : من نامم حاتم است   و راز دار بهلولم  و دانای عامم و بهانه ای را نمی پذیرم  اگر چه یاران مانند رمه از هم پراکنده شدند .
ساقی جام  می  ساقی جام می           
پریم یاوره ساقی جام می 
جه و میی گونه پی ریشم سادی 
بدر پیم  جامی کی جامکی کی 
یعنی :  ای ساقی برایم جام می بیاور  از ان می کهنه  برای تسکین زخم هایم  جامی بیاور ولی از جام کی هم  جرعه ای برایم بیاور 